# 음력 8월 7일
음력 8월 7일은 음력 8월의 7번째 날이다.

## 사건
- 1999년 - 대한민국, 동티모르 파병 결정.

## 문화
- 1988년 - 대한민국 서울에서 제 24회 서울 올림픽 개막. ( ~ 음력 8월 22일)
- 2003년 - 분당선 수서 ~ 선릉 구간 개통.

## 탄생
- 1380년 - 고려 창왕.
- 1964년 - 대한민국의 배우 최윤준.
- 1965년 - 대한민국의 배우 차주옥.
- 1987년 - 대한민국의 배우 차수민.
- 1989년 - 대한민국의 배우 김소은.
- 1990년 - 일본의 피겨 스케이팅 선수 아사다 마오.
- 1991년 - 대한민국의 가수,배우 나나.(애프터스쿨)
- 1992년 - 일본의 배우 소메타니 쇼타.
- 1993년 - 대한민국의 가수 탑현.

## 같이 보기
- 음력 360일: 1월 2월 3월 4월 5월 6월 7월 8월 9월 10월 11월 12월
- 전날:8월 6일 다음날:8월 8일 - 전달:7월 7일 다음달:9월 7일
- 양력:8월 7일
- 음력, 윤달